# Jan Skorb
Jan Skorb ps. Boryna, Puszczyk (ur. 23 listopada?/6 grudnia 1910 w Rynkowcach, powiat Szczuczyn; zm. 12 grudnia 1988 w Lęborku) – polski dowódca wojskowy, rotmistrz Wojska Polskiego, oficer Armii Krajowej. Kawaler Orderu Virtuti Militari.

## Lata wojny
Syn Marcina i Michaliny z d. Powajbo.
Zmobilizowany w sierpniu 1939 roku, brał udział w kampanii wrześniowej. Ranny, trafił do niewoli radzieckiej. Po paru miesiącach uciekł. Za jego ujęcie wyznaczono nagrodę 10 000 rubli.
W ramach pracy konspiracyjnej pracował jako sekretarz niemieckiej żandarmerii w Wasiliszkach. Zdekonspirowany, przeszedł do służby polowej i w 1942 roku zorganizował pierwszy oddział partyzancki na tym terenie. Jego oddział występował w sowieckich mundurach z sowiecką bronią i nawet używał rosyjskiego języka. Miało to uchronić miejscową ludność przed represjami.
3 maja 1943 roku oddział po raz pierwszy założył mundury polskie. Powstawały bataliony 77 pułku piechoty AK. Jan mianowany został adiutantem komendanta Nowogródzkiego AK płk. „Borsuka” i dowódcą oddziału 301. Już jako „Boryna” był ostatnim komendantem Okręgu Nowogródzkiego AK. Podobnie jak inne oddziały AK na Nowogródczyźnie, oddział 301 zajmował się ochroną ludności przed rabunkami sowieckich partyzantów, m.in. 5 czerwca 1943 w chutorze Mociewczuki rozbił grupę partyzantów z oddziału im. Leninowskiego Komsomołu (zginęło 3 Sowietów, a 1 został ranny).

## Okres powojenny
Po zakończeniu wojny, pod fałszywym nazwiskiem został aresztowany przez UB. Po zwolnieniu przeniósł się na Ziemie Odzyskane. Zmarł 2 grudnia 1988 roku. Pochowany na cmentarzu komunalnym w Lęborku.

## Ordery i odznaczenia
Pierwotny wykaz orderów i odznaczeń podano za: Danuta Szyksznian, Jak dopalał się ogień biwaku. s. 439
- Srebrny Krzyż Virtuti Militari
- Krzyż Walecznych
- Krzyż Zasługi z Mieczami
- Krzyż Partyzancki
- Krzyż Armii Krajowej